# Uśpiona komórka
Uśpiona komórka (ang. Sleeper Cell) – amerykański jednogodzinny serial telewizyjny emitowany przez stację Showtime w latach 2005-2006. Jego premiera odbyła się 4 grudnia 2005 roku. Zdjęcia kręcono w Los Angeles i Santa Clarita. Reżyserami poszczególnych odcinków byli m.in. Charles S. Dutton i Ziad Doueiri.
Tematami przewodnimi pierwszego sezonu byli „Przyjaciele. Sąsiedzi. Mężowie. Terroryści”, a drugiego – „Miasta. Przedmieścia. Lotniska. Cele”. W Wielkiej Brytanii serial był pokazywany na FX (UK) oraz na Channel 4. Seria została nominowana do nagród Emmy w kategorii miniseriali dramatycznych.
W Polsce pierwsza seria serialu została wyemitowana od 27 lutego 2006 roku na kanale AXN, w 2007 emitowano na nim drugą serię.

## Fabuła
Darwyn Al-Sayeed, trzydziestoletni Afroamerykanin będący tajnym agentem FBI, lecz także praktykującym muzułmaninem, ma za zadanie infiltrację terrorystycznej uśpionej komórki planującej atak na Los Angeles. Komórkę prowadzi muzułmański ekstremista Faris al-Farik. Darwyn jest nadzorowany przez agenta FBI Raya Fullera, który jest również jego bliskim przyjacielem i martwi się o bezpieczeństwo swojej wtyczki.
Scenarzyści zrezygnowali z klasycznego stereotypu terrorysty jako środkowo-wschodniego mężczyzny o innym zabarwieniu skóry. W komórce prezentowany jest narodowy mix – Amerykanie, Arabowie oraz Francuz.
W drugim sezonie Darwyn infiltruje nową komórkę utworzoną po to, by pomścić porażkę poprzedniej, prowadzonej przez Farika. Kiedy jego druga przełożona Patrice Serxner zostaje zamordowana w Sudanie, Darwyn jest zmuszony pracować z innym agentem – Russellem. W międzyczasie jego dziewczyna Gayle zostaje coraz bardziej zamieszana w intrygę uśpionej komórki.
Scenarzyści ponownie zaoferowali niestereotypową mieszankę członków komórki: Europejkę, Latynosa itp.

## Obsada
- Michael Ealy – Darwyn al-Sayeed (alias: Darwyn al-Hakim)
- Oded Fehr – Faris „Farik” al-Farik / Saad bin Safwan
- Henri Lubatti – Ilija Korjenić
- Alex Nesic – Christian Aumont
- Blake Shields – Thomas „Tommy” Allen Emerson
- Melissa Sagemiller – Gayle Bishop